# Социальный дух

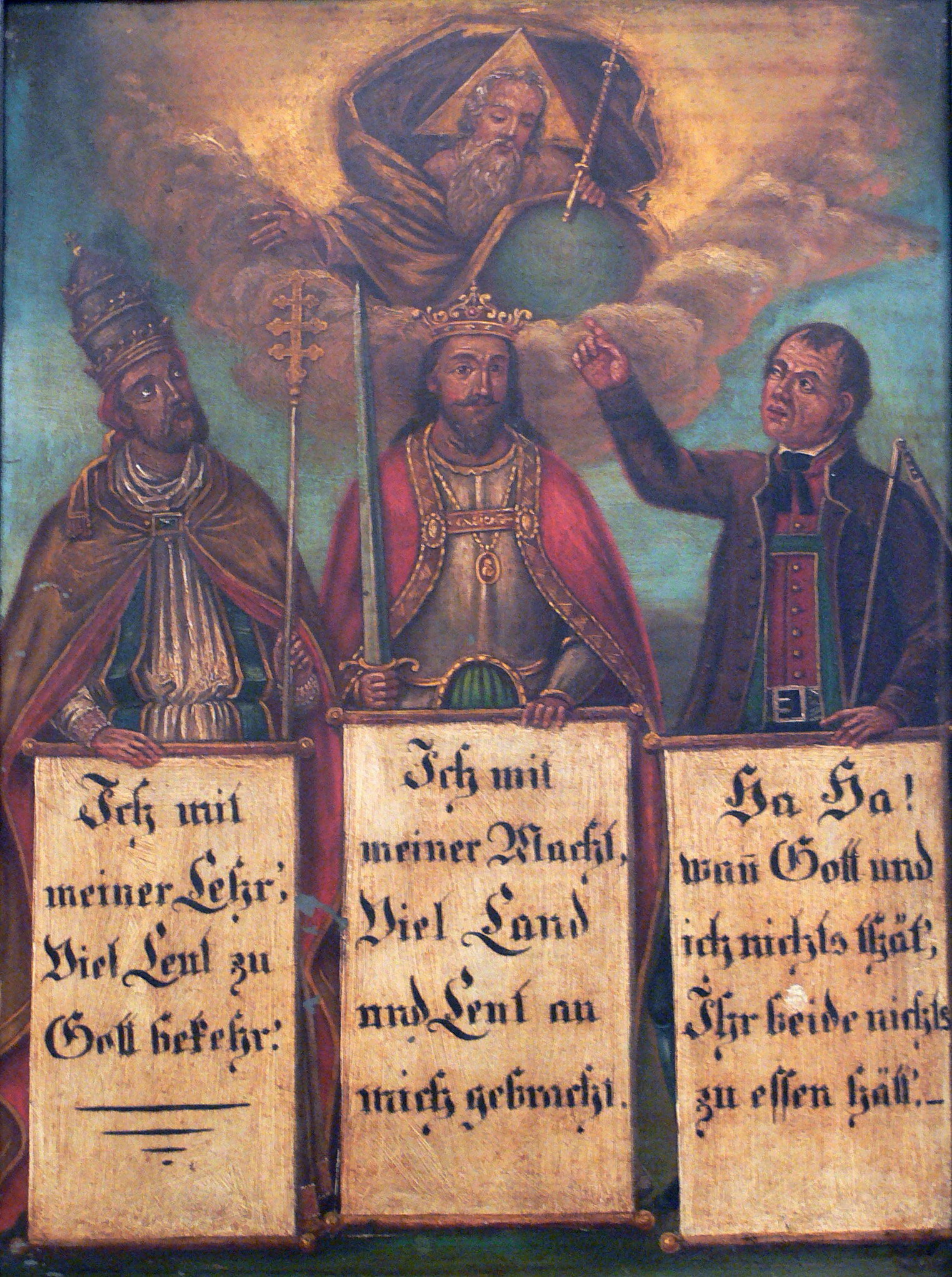
«Три сословия», Тироль, ок. 1800
Ораторы: «Мы своим учением обратили многих людей ко Господу»
Воины: «Мы своей силой приобрели себе много земель и людей»
Производители: «Ха! Ха! Когда б Господь и мы ничего не делали, вам двоим нечего было б есть!»

Социа́льный дух (также общественный дух, гений общества)  — духовное единение людей, ощущающих себя единым целым на уровне смысла (идеала); силовой центр общества, создающий вокруг себя единство и выступающий своеобразным полюсом социальной активности и преобразований; орган коллективного единства, способный выполнить ряд важных функций в жизни общества.

## Развитие представлений
В зарубежной и отечественной философской и общественно-политической мысли понятие социальный дух долгое время не играло существенной роли, поскольку само явление мало исследовалось как нечто целостное и самостоятельное, если не принимать в расчёт рассуждений Гюстава Лебона о коллективной душе  и Макса Вебера о влиянии религиозных конфессий на хозяйственную жизнь общества, а также разработок по теории команд в середине XX века.  Некоторые общие характеристики понятие социальный дух имеет и с такой введенной Эмилем Дюркгеймом социологической концепцией, как коллективное вскипание — вызывающее  возбуждение отдельных людей, служащее объединению группы на основании общей мысли или идеи и мотивирующее всех участвовать в одном и том же действии. Историко-философский анализ показал, что имплицитно социальное измерение в духе подразумевалось и проговаривалось разными авторами, в частности, термин Sozialgeist der Gegenwart встречается в «Словаре-руководстве по социологии» под редакцией Альфреда Фиркандта (нем.) и др., в статье Гётса Брифса (нем.) (1931). Однако научные обоснования категориального статуса социального духа начались главным образом в первые десятилетия XXI века в связи с развитием социального образования.
Понятие социальный дух строится по аналогии с известными в истории развития гуманитарной мысли терминами дух (гений) места, дух времени, дух закона, народный дух, мировой дух и категоризирует такие понятия, как «дух аристократии», «дух рыцарства», «дух партий», «воинский дух» и т.п. При этом отмечается, что хотя между анимистическими представлениями о духах, влияющих на жизнь людей, и метафорическим обозначением  в философском и социологическом дискурсе сложных абстрактных концепций (также влияющих на жизнь людей) можно увидеть некоторое сходство, необходимо иметь в виду, что это разные концепты, относящиеся к разным культурным и философским традициям, к разным периодам развития человеческого мышления. Социологическая мысль, используя анимистическое понятие дух как метафору для описания коллективной идентичности, делает эту концепцию более доступной для языка человеческого мышления и облегчает её понимание.
Необходимость иметь целостное представление об общественном духе, его возможных состояниях и их динамике объясняется тем, что процессы, идущие в духовной сфере общества и имеющие амбивалентный характер (деструктивный или конструктивный), все в большей мере оказывают влияние на общественную жизнь. Как и другие социальные феномены общественный дух подвержен разного рода искажениям, «болезням», которые могут повлечь за собой деформацию на всех уровнях социального бытия. Именно поэтому нужно знать ответы на следующие вопросы: «болен» или «здоров» общественный дух, какие виды «микробов» и «вирусов» возможны в нем, как сохранять ему «здоровье» и как его «лечить»?
Предметным полем для рассмотрения социального духа как понятия выступает следующее: а) процесс образования духа народа, который не может возникать в один момент, не вызрев в менее локальных общностях; б) схожая динамика проявлений духовных процессов в малых и больших коллективах, говорящая об общей реальности, стоящей за ними; в) нахождение смысла коллективных поступков и состояний, которые не могут быть с удовлетворяющей очевидностью объяснены через другие теоретические конструкции и т.п. Социальный дух предстает как концентрация и интенсивность социальности, которые делают его очевидным и выводят в качестве одного из инструментов общественного развития.

## Структура

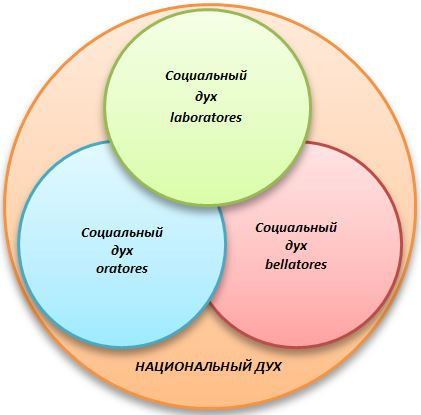
Символическая трёхчастная структура социальных духов, составляющих дух национальный

Структура социального духа складывается из общественного сознания (ценности,   идеалы, нормы, знания и пр.) и общественного подсознания  (ценности,   идеалы, знания и т.п., закодированные в нормах как единицах хранения), которые не имеют резкой границы, благодаря наличию особого промежуточного слоя, осуществляющего связь между общественными сознанием и подсознанием.
Кроме того, структура понятия социальный дух может содержать и ряд других компонентов, например: 
- культурное наследие, включающее в себя традиции и исторические достижения, обычаи и обряды;
- социальную динамику, то есть процессы и скорость изменения социальной, экономической, политической и культурной жизни социальных групп в рамках национального общества;
- комбинацию поведенческих стереотипов, формирующихся в результате социального взаимодействия и определяющих типичное поведение представителей социальных групп  в конкретных ситуациях.

В дополнение к внутренней структуре социального (общественного) духа выделяется также структура внешняя, а именно – два аспекта последней:  метанациональный и субнациональный: первый объединяет людей на международном (наднациональном) уровне, второй дифференцирует в национальном духе составляющие его фрагменты, соответствующие различным социальным группам внутри одной нации или государства. Во втором случае речь идет о структуре социальных духов, объединенных общим национальным духом, например, социальном духе элит и социальном духе масс.

### Социальный дух элит и социальный дух масс
Несмотря на то что социальный дух элит и социальный дух масс представляют в совокупности формально объединенный национальный или государственный дух (l’esprit général), в их содержании можно обнаружить и некоторые партикулярные различия. В частности, социальный дух элит охватывает относительно узкую группу, имеющую однако бо́льшее влияние на общественное мнение, тогда как социальный дух масс формируется в хотя и значительно более широкой, но менее организованной и менее влиятельной части национального общества: 
- элитам свойственно стремление к сохранению своего статуса в экономической и политической власти, поэтому они склонны  даже в ущерб большинству отстаивать свои интересы, выдавая их за интересы национального общества в целом и считая себя более компетентной и значимой его частью, чем «обычные» соотечественники;[12]
- массам же характерно стремление к удовлетворению своих потребностей и желаний, определяемых более эмоциями и интуицией, чем рациональными соображениями, отступающими на задний план.[13]

Этим обусловлено различие в сущностных характеристиках социального духа элит и социального духа масс: первый более интеллектуально уравновешен и рассудителен, второй — более иррационален и подвержен коллективным эмоциям, таким как гнев, восторг, страх и т.п.

### Социальные духи oratores, bellatores, laboratores

Священник, Рыцарь и Производитель (книжная иллюстрация, Франция, XIII век).

Помимо вышеописанной элитарно-массовой дихотомии национальный дух объединяет множество субнациональных духов, или духов социальных групп и объединений. Более показательно система социальных духов проявляется в трихотомии, в универсальной трёхчастной социально-идеологической модели, разделяющей национальные общества на условные  социальные страты, или сословия ораторов (oratores), воинов (bellatores) и производителей (laboratores). На фоне этой символической модели можно определить особенности гения каждого из этих обществ, или характерный им социальный дух: 
- для социального духа laboratores характерны такие качества, как партнерство и конструктивное взаимодействие, трудолюбие и усердие в достижении результата, практичность мышления, простота и скромность в быту, приоритет семьи и традиционных семейных ценностей, уважение церковных авторитетов;
- социальному духу oratores свойственны следующие характеристики — образованность и мастерство в речи, лидерские качества и способность координировать работу других;
- в социальном духе bellatores проявляются несколько отличные положительные свойства — патриотизм, выражающийся в защите от внешних угроз, честь и дисциплина, лидерство и взаимовыручка, расположенность к активной и полной опасностей жизни. Одной из специфических черт социального духа bellatores отмечается  присущий ему деструктивный характер, обусловленный его основной функцией — защитой отечества посредством разрушения внешней агрессии.[11]

Как видно, гений социальной группы производителей отличается характерной для него доминантой духа конструктивного взаимодействия. И хотя способность к координации действий и готовность к взаимовыручке свойственны и социальным духам oratores и bellatores, у laboratories он представляется преобладающим и служит непременным залогом успеха как в достижении практических целей, так и в государственном строительстве, поскольку в этом деле дух народа-строителя доминирует над деструктивной компонентой воинского духа и является «решающим фактором всякого государственного созидания».

### Конструктивный и деструктивный характер
Одним из особо значимых открытий в описании характеристик социального духа является обнаружение в его структуре не только творческих и созидательных начал, но и деструктивных и разрушительных, определяющих дезинтегративные тенденции в национальном и гражданском обществах. В этом отношении характеристики социального духа близки амбивалентному характеру коллективного вскипания, также способного и к укреплению солидарности, и к провоцированию деструктивного поведения представителей того или иного социального объединения. Отмечается, что доминирующий у социального духа воинов деструктивный элемент при его применении во внутринациональной коммуникации негативно сказывается на социальном партнерстве и идентифицируется как «болезнь национального духа».

## Социальный дух и гений общества
Несмотря на то что в известных контекстах понятия социальный дух и гений общества выступают как синонимы и связаны с коллективным сознанием, фокусируются они всё же на разных аспектах общественного бытия: дух — скорее на эмоциональном и нравственном, а гений – более на интеллектуальном и творческом. Понятие гений общества описывает специфические черты творческих сил коллективной человеческой деятельности, обозначая их влияние на характер общества, помогая распознавать их и отличать одну от другой и представляя их в качестве самостоятельных акторов, участвующих в конструировании социальной реальности.
Структура понятия гений общества содержит такие элементы, как  творческий потенциал, проявляющийся в создании новаторских и оригинальных идей в различных областях общественной жизни; деятельный вклад в развитие общества – в культурный или социальный прогресс;  а также социальный интеллект — совокупность навыков, определяющих успешность социальной коммуникации и включающих в себя умение понимать сразу и поведение другого человека и своё собственное как способность к конструктивному взаимодействию.

## Общественный дух и социальная идея
Философские источники трёхчастной социальной структуры (Государство (Платон)), на основании которых формируется субнациональная схема социальных духов, определяются их характерные черты, а также оригинальные и сущностные характеристики гения каждой социальной группы, выступают в качестве предпосылок для социальной идеи, заключающейся в конструктивном взаимодействии между представителями основных социальных страт, или в социальной симфонии.

## Функции
Примерный перечень функций социального духа включает следующие пункты: во-первых, он придает субъективное единство определенной группе, когда каждый индивидуальный член отождествляет себя с группой и считает её общие цели своими; во-вторых, выступает как хранилище разнообразной информации, опыта и ценностей, являющихся коллективным достоянием социальных групп, составляющих национальные общества; в-третьих, выступает источником психической (включая чувственную и волевую составляющие) энергии, дающей людям способность переносить самые разнообразные трудности; в-четвёртых, побуждает людей чувствовать и выражать общую радость от совместных действий, то есть способствует единению на основе общих чувств; в-пятых, задает направление развития социальных групп; в-шестых, выполняет оценочную функцию; в-седьмых — прогностическую и т.д.